# Rejon kastorieński
Rejon kastorieński (ros. Касторенский район) – jednostka administracyjna wchodząca w skład obwodu kurskiego w Rosji.
Centrum administracyjnym rejonu jest osiedle typu miejskiego Kastornoje.

## Geografia
Powierzchnia rejonu wynosi 1225 km², co stanowi 4,1 proc. całego obwodu.
Graniczy z innymi rejonami obwodu kurskiego: gorszeczeńskim i sowietskim oraz z obwodami: lipieckim i woroneskim.
Głównymi rzekami rejonu są: Ołym (55 km nurtu w rejonie), Ołymczik (39 km), Wsziwka (25 km), Kastora (16 km), Bieduga (10 km).
Klimat rejonu jest umiarkowanie kontynentalny z wyraźnymi porami roku. Charakteryzuje się ciepłymi latami, umiarkowanie mroźnymi i śnieżnymi zimami oraz krótszymi okresami przejściowymi – wiosną i jesienią. Średnia roczna temperatura powietrza +5,1 °C (minimalna -37 °C, maksymalna + 41 °C). Średnie roczne opady wynoszą 547 mm, maksymalne w lipcu – 72 mm.

## Historia
W 1708 roku terytorium rejonu było w granicach guberni azowskiej, a w 1725 – woroneskiej. Rejon kastorieński został utworzony w 1928 roku. Rok później stał się częścią obwodu woroneskiego. W 1934 po wydzieleniu z obwodu woroneskiego wszedł w granice nowo utworzonego obwodu kurskiego. Wtedy w jego granicach znajdowały się 74 kołchozy, a w nich 4927 gospodarstw. W 1955 kołchozów było 29. W roku 1963 rejon kastorieński zespolono z sowietskim, ale rok później przywrócono jego terytorium. Obecne granice rejon przyjął w 1967 roku.

## Demografia
W 2018 rejon zamieszkiwało 14 877 mieszkańców, z czego 7253 na terenach miejskich.

## Miejscowości
W skład rejonu wchodzi: 3 osiedla typu miejskiego, 21 sielsowietów i 101 wiejskich miejscowości.